# CD9
CD9 (англ. CD9 molecule) – білок, який кодується однойменним геном, розташованим у людей на короткому плечі 12-ї хромосоми. Довжина поліпептидного ланцюга білка становить 228 амінокислот, а молекулярна маса — 25 416.
| 10         |  | 20         |  | 30         |  | 40         |  | 50         |
| ---------- |  | ---------- |  | ---------- |  | ---------- |  | ---------- |
| MPVKGGTKCI |  | KYLLFGFNFI |  | FWLAGIAVLA |  | IGLWLRFDSQ |  | TKSIFEQETN |
| NNNSSFYTGV |  | YILIGAGALM |  | MLVGFLGCCG |  | AVQESQCMLG |  | LFFGFLLVIF |
| AIEIAAAIWG |  | YSHKDEVIKE |  | VQEFYKDTYN |  | KLKTKDEPQR |  | ETLKAIHYAL |
| NCCGLAGGVE |  | QFISDICPKK |  | DVLETFTVKS |  | CPDAIKEVFD |  | NKFHIIGAVG |
| IGIAVVMIFG |  | MIFSMILCCA |  | IRRNREMV   |  |            |  |            |

A: Аланін

C: Цистеїн

D: Аспарагінова кислота

E: Глутамінова кислота

F: Фенілаланін

G: Гліцин

H: Гістидин

I: Ізолейцин

K: Лізин

L: Лейцин

M: Метіонін

N: Аспарагін

P: Пролін

Q: Глутамін

R: Аргінін

S: Серин

T: Треонін

V: Валін

W: Триптофан

Задіяний у таких біологічних процесах, як клітинна адгезія, запліднення. 
Локалізований у клітинній мембрані, мембрані.